# Edward Carr (atleta)
Edward Powell Carr (Brooklyn, 27 febbraio 1878 – Bayville, 16 marzo 1947) è stato un maratoneta, mezzofondista e siepista statunitense.

## Biografia
Edward Carr partecipò alla maratona dei Giochi olimpici di Saint Louis 1904, ma non riuscì a completarla.
Prese parte anche ai Giochi olimpici di Londra 1908, disputando le gare delle 5 miglia e dei 3200 metri siepi, venendo eliminato in entrambe le gare in batteria.

## Palmarès
| Anno | Manifestazione  | Sede        | Evento       | Risultato | Prestazione | Note |
| ---- | --------------- | ----------- | ------------ | --------- | ----------- | ---- |
| 1904 | Giochi olimpici | Saint Louis | Maratona     | dnf       | dnf         |      |
| 1908 | Giochi olimpici | Londra      | 5 miglia     | Batteria  | 27'24"4     |      |
| 1908 | Giochi olimpici | Londra      | 3200 m siepi | Batteria  | dnf         |      |